# Görög Demeter
Görög Demeter (Hajdúdorog, 1760. november 4. – Bécs, 1833. szeptember 7.) magyar polihisztor, író, szerkesztő, udvari tanácsos, kultúrpolitikus, nevelő, a magyar irodalom szervezője és mecénása, mezőgazdász és kartográfus volt, az MTA tiszteleti tagja.
Kisnemesi származásából és a vidéki Magyarországról Bacsinszky András munkácsi püspök emelte fel. Segítségével Bécsben jogot tanulhatott, majd sikerült munkát találnia. A császári fővárosban a magyarság fejlődését, felemelkedését igyekezett támogatni. Bécsi lakása a korabeli magyar irodalom egyik legfontosabb központjává vált. Görög újságában, a Hadi és Más Nevezetes Történetek (később a Magyar Hírmondó) című lapban több nagy magyar író és költő műve jelent meg először nyomtatásban. Köztük Csokonai Vitéz Mihály első költeménye illetve Berzsenyi Dániel munkái is.
Országos terjesztésű lapjaiban igyekezett felkarolni a magyar nyelv, a magyar tánc és a magyar öltözködés ügyét, Magyarországról elsőként közölt a kor színvonalának megfelelő térképeket, és tanító leírásaival, cikkeivel a mezőgazdaságot is igyekezett felpezsdíteni. Az ő hatására terjedt el Magyarországon például a lóhere termesztése, de elsősorban a borászat és a szőlőtermesztés területén születtek kiemelkedő munkái. Nevelőként több magyar főnemesi családnál is dolgozott, míg 1803-ban az osztrák császári udvarban I. Ferenc császár gyermekeinek főnevelője lett.
Görög munkássága mindenképpen fontos szerepet töltött be a magyar felvilágosodás kori művelődésében, és a reformkor előkészítésében.

## A hajdúdorogi évek és tanulmányai
Görög Demeter 1760. november 4-én (más forrás szerint február 1-jén) született Hajdúdorogon, az akkori Szabolcs vármegyében. Apját szintén Görög Demeternek hívták, aki a görögkatolikus hajdúvárosnak 32 éven át volt a hadnagya, azaz vezetője. Anyját Tóth Sárának hívták, aki Hajdúdorog egykori hadnagyának, Tóth Fülöpnek a lánya volt. A kisnemesi családnak összesen öt gyermeke született, Demeter a negyedik volt. A család gyökerei Erdélybe nyúlnak vissza, eredetileg Zilahy vagy Tarnovay volt az ősök neve, de 1650-ben már a Görög családnévvel kaptak nemeslevelet II. Rákóczi Györgytől.
A hadnagyi rang és a nemesi származás ellenére a Görög család nem számított túl tehetősnek. Demeter szülővárosában kezdte iskolai tanulmányait, amely akkoriban a görögkatolikus egyház kezében volt. A templom parókiáján berendezett iskolában ismerkedett meg Bacsinszky Andrással, Hajdúdorog akkori parókusával. Az első tanulóévek alatt kiderült, hogy Demeter kifejezetten okos, szorgalmas gyermek, akit érdekelnek a tudományok. Bacsinszky figyelmét is felkeltette Demeter tehetsége, és először a papi hivatásra szánta tanítványát. Demeter a család legkisebb fiú gyermeke volt, és akkoriban a papi pálya jelentette szinte az egyetlen felemelkedési lehetőséget egy tehetséges görögkatolikus fiatalnak. Szülei tehát engedtek a parókus rábeszélésének, és Bacsinszky támogatásával tovább taníttatták Demetert.
A gimnázium első négy évét a Debreceni Református Kollégium tanulójaként végezte el. Időközben Bacsinszkyt görögkatolikus püspökké szentelték, és miután az egykori hajdúdorogi parókus püspöki méltóságában sem feledkezett meg támogatottjáról, a gimnázium utolsó két évében maga mellé vette Demetert Ungvárra. A gimnázium 5. és 6. osztályát Görög az ungvári papnevelő intézetben végezte el. A kálvinista Rómaként is emlegetett Debrecen nagyvárosi nyüzsgése után Demeter most egy merőben más kultúrával rendelkező, felvidéki várost ismerhetett meg. A püspök minden erejével a görögkatolikus egyház helyzetének megszilárdításán dolgozott, és közben rájött, hogy a saját érdekképviselete azért is nehézkes a császári udvarnál, mert egyetlen görögkatolikus származású, elismert hivatalnok sem dolgozik a bécsi udvarnál. Bacsinszky ekkor úgy döntött, hogy megpróbálja Demetert bejuttatni valamelyik udvari hivatalba. A gimnázium végeztével a püspök tanácsára Görög Demeter Nagyváradra költözött, és ott 1779-ben bölcseletet és jogot kezdett el hallgatni. Az erdélyi fejedelmi nagyvárosból Bacsinszky segítségével 1783-ban a birodalmi fővárosba, Bécsbe került, ahol 1787-ig jogot tanult az egyetemen Franz von Zeiller professzortól.
Hajdúdorogi gyökereit viszont még a távolból sem felejtette el sosem, és aktív levelezést folytatott az otthoniakkal. Három különböző témában maradt fenn kiterjedt levelezése a hajdúdorogiakkal. Egyrészt Orosz Andráshoz, a hajdúváros hadnagyához írt több levelet, amelyekben a család elveszett nemeslevelének igyekszik a nyomára bukkanni. Másrészt unokaöccsével, Görög Jánossal levelezett sokat. Görög leveleiből kitűnik, hogy igyekszik minden támogatást megadni unokaöccsének: fizeti taníttatását, többször is megírja neki azt, hogy mennyire fontos a helyes képzés, iránymutatást ad neki az élethez. 1821-ben azonban előkerültek a családi földtulajdon felosztása körüli viták, és az örökösödési pereskedésben elhidegült a viszony Görög Demeter és a hajdúdorogi rokonok között.

## Munkássága
Bécsi jogtanulmányainak befejeztekor Bacsinszky András püspök már kiváló kapcsolatokat épített ki a császári udvarnál, és ezáltal a görögkatolikusság is nagyobb súlyt kapott Bécsben. Miután Bacsinszkynak pont ez volt a célja Görög taníttatásával, akár meg is vonhatta volna támogatását, de a püspök nem így döntött. 1787-ben a görögkatolikus egyház helyzete még korántsem állt szilárd alapokon a császári udvarnál, emiatt a püspök továbbra is fontosnak tartotta, hogy Demeter az udvari kancellárián kapjon állást. A Magyar Királyi Kancellária viszont elutasította Görög jelentkezését egy meghirdetett írnoki posztra. Nehezen olvasható kézírására hivatkoztak a pályázat elutasításakor, mire Görög éveken keresztül gyakorolta a szépírást, hogy kijavítsa ezt a hiányosságát.
Bacsinszky támogatása nem apadt el teljesen a sikertelen pályázat után sem, viszont a püspök által küldött összeg nem volt elég arra, hogy Bécsben megéljen. Ezért magántanítást vállalt több nemesi kúriánál, amíg egy pár nehéz hónap után Bacsinszky ajánlására a Kolonicsok nevelői állást ajánlottak fel neki. Ez indította el Görögöt szerteágazó karrierjében, amelynek alapja a nevelői állás volt. Grófi támogatással sikerült térképeket rajzolnia, amelyeket saját újságjában adott ki. Az újságírás pedig hamar más tehetséges magyar írók műveinek a megjelentetésével is párosult, illetve a mezőgazdasági tartalmú cikkek mögöttes kutatásait is kiváltotta. Görög az egymásra épülő tevékenységeit, állásait mindig úgy alakította, hogy azzal tanítsa elmaradott hazáját is. Írásai, oktató anyagai, térképei mind segítették a magyarságot nemzetté válásában.

### Nevelői tevékenysége
Bacsinszky András ajánlására tehát 1787-ben a Kolonics családhoz került, és a kancellária elutasítása után a gróféknál, részben kényszerűségből, kezdte el nevelői és tanítói pályafutását. Hamarosan rájött, hogy ez a pálya kiváló lehetőségeket rejt magában, és egyre jobban érdekelni kezdte a pedagógia is, így 36 éven keresztül vállalt nevelői állást. Az ifjú gróf Kolonics Lászlót elsősorban magyar nyelvre tanította, de az idő haladtával más tudományágakra is kiterjedt az oktatás. Görög rátermett, következetes, felkészült és szigorú nevelőnek bizonyult. A gróf nyolcéves nevelése alatt több körutat is tettek az országban. Görög úgy vélte, hogy ha az ifjú gróf egyszer az ország egyik vezető pozícióját fogja betölteni, akkor mindenképpen hasznára fog válni Magyarország megismerése. Az utazások azonban Görög számára is tanulságosak voltak, ugyanis felkeltették érdeklődését a magyar táj és a térképészet iránt. 1790-ben ki is adta első térképgyűjteményét. A nevelői munka 1795-ben ért véget a Kolonicsoknál, aminek minőségét jelzi, hogy gróf Kolonics László később József nádor kamarása lett.

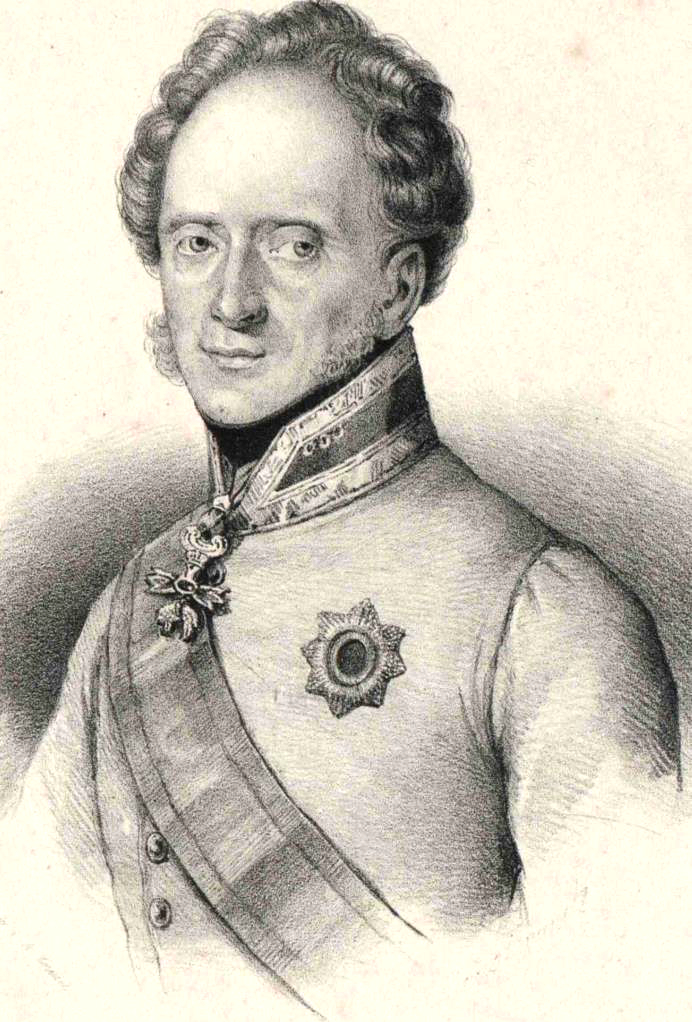
Eszterházy Pál herceg

A Kolonicsok közvetítésével Görög kiváló munkájának híre ment a magyar arisztokrácián belül, ezért még 1795-ben felkérte őt Eszterházy Miklós herceg, fiának, Eszterházy Pálnak a nevelésére. A kilencéves herceg számára elsősorban erkölcsi neveltetést kellett adnia, ami sokkal nehezebb feladatnak bizonyult a Kolonicsok oktatói munkájához képest. Ez a pozíció egész embert kívánt meg, ami azt jelentette, hogy a térképek kiadására létrehozott, időközben szélesebb témát taglaló, országos lapjának szerkesztésében kisebb szerepet tudott vállalni. Az Eszterházy könyvtár, levéltár és képtár hatalmas anyaga viszont ezt ellensúlyozni tudta, és Görög ezeket saját fejlődésére használhatta fel. Görög gyorsan ellenőrzése alá vonta a hercegi család többi nevelőjének és tanítójának a munkáját is. Emiatt és szigorú nevelési elvei miatt az Eszterházy udvarban gyakran csak kormányzó néven emlegették. Az erős módszerek ellen az ifjú herceg gyakran édesanyját hívta segítségül, aki ugyan többször is ellentétbe került Göröggel, de levelében mégis azt írta gyermekének, hogy „Görög drága kincstár, használd szíved gazdagítására”. A herceg nagyanyja, Lichtenstein hercegnő azonban kifejezetten szerette Görögöt és nevelési módszereit. Évekkel később Eszterházy Pál herceg 1848-ban az első felelős magyar kormány külügyminisztere lett. Naplójában hálás szívvel emlékezett meg egykori nevelőjéről, akiről azt írta, hogy megismerkedésüket „valósággal második újjászületésének nevezheti”.

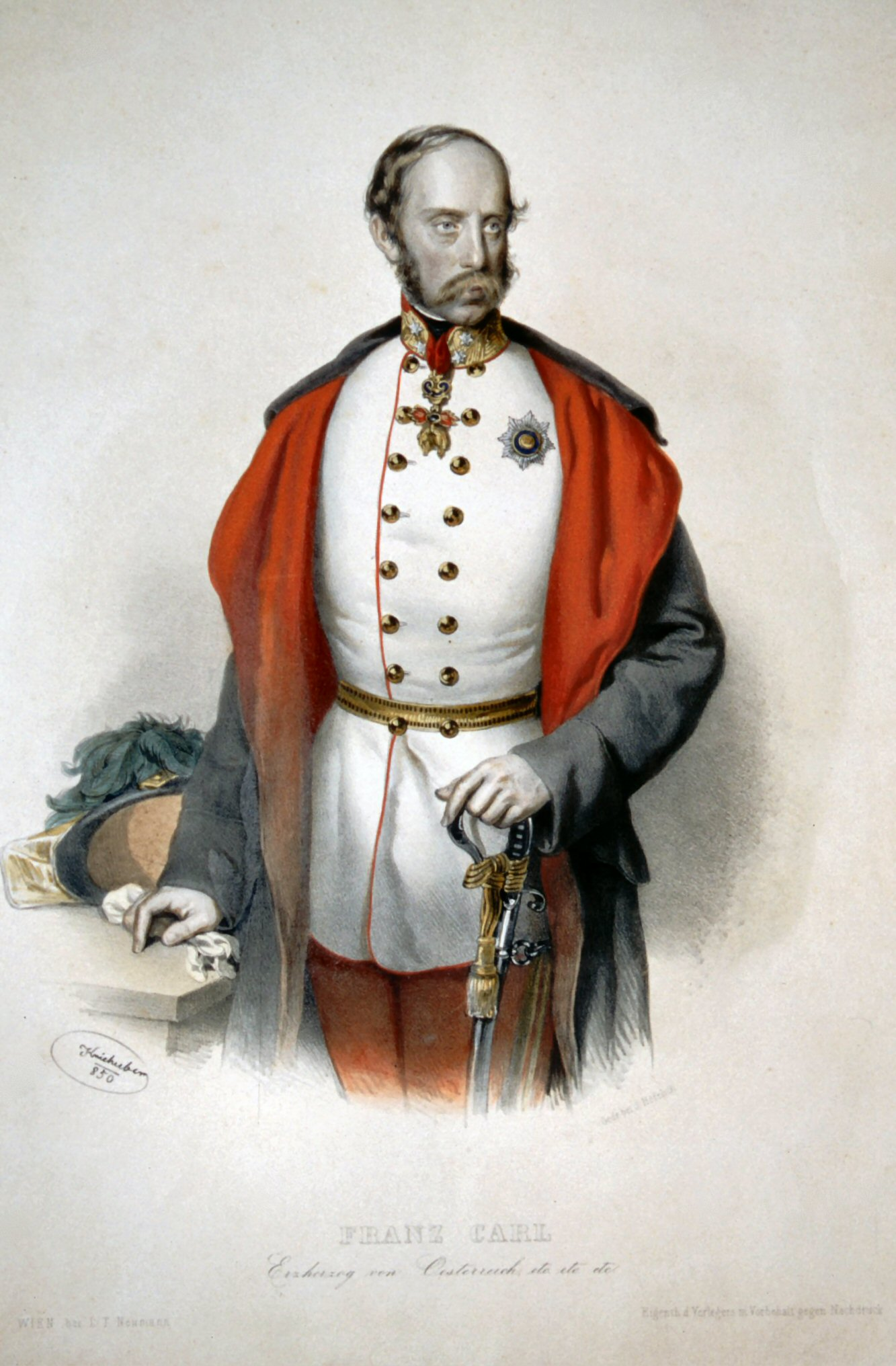
Ferenc Károly főherceg egy 1850-ből származó nyomaton

Az Eszterházyaknál töltött szolgálatot összességében a hercegi család is nagyra becsülte, de ez a szolgálat azért nem volt mentes az ellentétektől. 1802-ben Bécsbe látogatott Karolina, nápolyi királyné, aki hetente többször is társasági összejöveteleket tartott. Az egyik ilyen úgynevezett udvari körön ismerkedett meg Eszterházy Pál herceggel, akinek kiváló neveltetése elbűvölte a királynőt. Karolina sokat beszélgetett Pállal, és Göröggel is találkozott személyesen. A királynőnek annyira megtetszett a herceg neveltetése, hogy Görög Demetert beajánlotta a bécsi udvarnál, mint udvari nevelőt. Ennek köszönhetően 1803-ban I. Ferenc császár felkérte Görögöt, hogy készítsen gyermekei számára egy nevelési tervet. A tervet pár hónapon belül elfogadták, és nevelői állást ajánlottak neki az udvarnál.
Eszterházy Pál erről az időszakról úgy írt naplójában, hogy Görög azért fogadta el boldogan az udvari felkérést, mert egyrészt ez jelentette neki pályája csúcsát, másrészt pedig a herceg anyjával kialakult ellentétek is arra hangolták, hogy elhagyja az Eszterházyakat. Mindezek mellett azt is meg kell jegyezni, hogy Görög tulajdonképpen végzett Pál herceg nevelésével, hiszen a herceg immár 17 éves volt. A császári udvar ajánlatát csak azzal a feltétellel fogadta el, hogy addig az Eszterházy családnál marad, amíg nem talál megfelelő nevelőt Pál herceg számára.
1803-ban tehát Görög Demeter lett a négyéves József Ferenc főherceg udvari nevelője. Szinte az összes magyar lapban megjelent a szenzációs hír, hogy az egyik főherceg neveltetését egy magyar irányítja majd. A hazai közélet és arisztokrácia is hatalmas sikernek tartotta Görög Demeter kinevezését, a magyarság súlyának növekedését látták a császári döntésben. Kazinczy Ferenc levélben gratulált Görögnek, Berzsenyi Dániel pedig ódát írt az esemény tiszteletére, Görög Demeterhez, midőn a koronaherceg nevelőjének választatott címmel. 1807-ben Stefano, udvari főnevelő nyugalomba vonult, és a császár úgy döntött, hogy helyét Görög veszi át a poszton. 1807 végén növendéke igen fiatalon meghalt, ezért közel két évig csak az udvari nevelők és tanítók munkájának szervezésével foglalatoskodott. 1809-ben a francia seregek Bécs alá értek, ezért az udvar Budára költözött. A királyné ekkor bízta meg Demetert Ferenc Károly főherceg (később Ferenc József császár édesapja) nevelésével. A hétéves főherceget 15 éven át Görög nevelte, egészen 1824 októberéig, amikor Ferenc Károly megnősült. Ezzel véget ért nevelői munkája az udvarnál, és évi 8000 ezüst forint nyugdíjjal valamint a Szent István rend középkeresztjével nyugalomba vonult.

### A magyar térképészet úttörője
Görög számára a nevelői munka mindig fontos maradt, és neveltjei egész életét befolyásolták (1803-ban például a császári udvar nyomására vette feleségül báró Hiller Jozefint). A nevelés mellett, illetve gyakran ezzel párhuzamosan, több kedvelt tudományos és egyben népnevelő tevékenysége is kialakult. A legelső ilyen szenvedélyévé a térképészet vált. Kolonics László nevelésekor tanítványával az ország 15 vármegyéjét járta be, és ezalatt az idő alatt döbbent rá, hogy Magyarország fejlődését egy korszerű, pontos térkép hiánya is befolyásolja. Ezért az utazások egyre inkább térképkészítő tanulmányutakká alakultak át.
A térképészettel párhuzamosan Görögnek akadt még egy szenvedélye: az újságírás. Mivel egy újság beindításának a költségei messze elmaradtak a térképkészítés költségeitől, ezért Kerekes Sámuellel elindították közös lapjukat, azzal a tervvel, hogy Magyarország elkészült térképeit az újság mellékleteként adják majd ki.

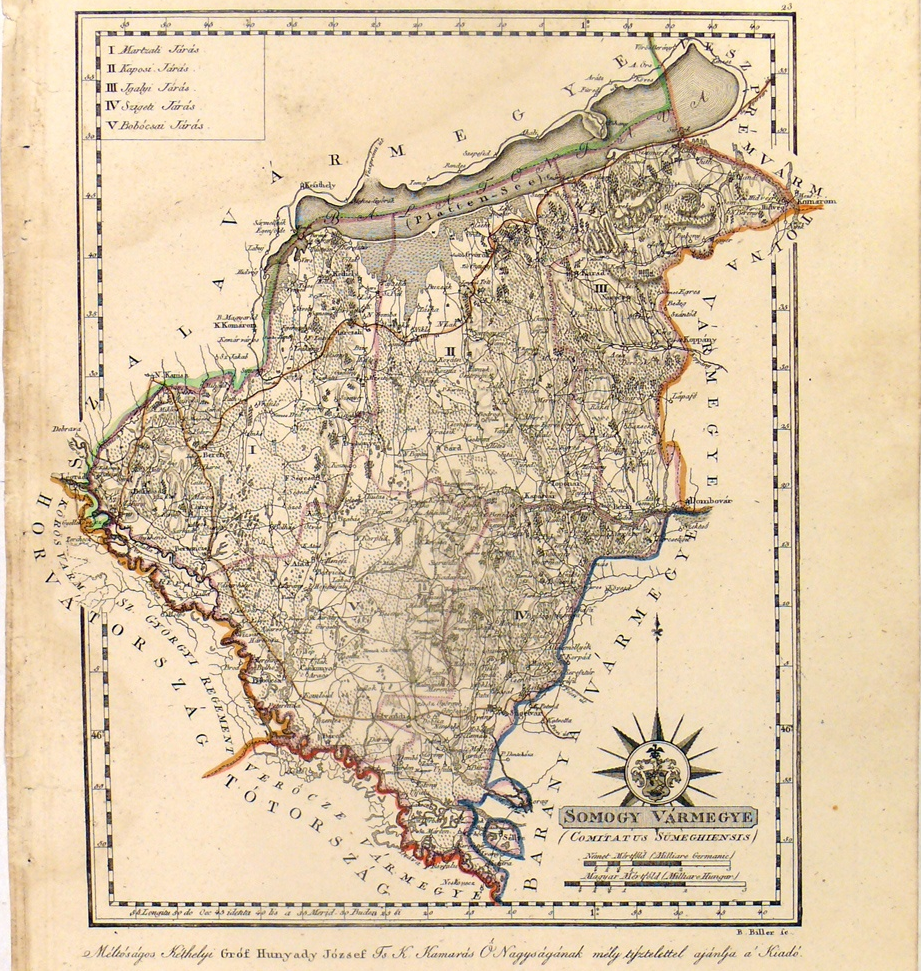
Somogy vármegye térképe a Magyar Atlasból

A térképek kiadásához a terv tehát készen állt, viszont a megvalósítás még hosszú éveket vett igénybe. Előszöris szakemberekre volt szükségük: mérnökökre, rézmetszőkre, rajzolókra és nyomdászokra. 1793-ig Görög saját költségén körülbelül húsz embert képzett ki ezekre a mesterségekre, köztük olyan jeles szakembereket, mint Falka Sámuel, neves budai betűmetsző; Junker Keresztély, aki Bécsben vált a legszebb írásmetszővé vagy Czetter Sámuel, aki Oroszországban küzdötte fel magát ismert rézmetszővé.
A végső nagy terv Magyarország vármegyéinek térképre vetése volt, de elsőként mégis Európa térképét készítették el műhelyében. Egyrészt úgymond főpróbának is jó volt a vén kontinens atlaszának az elkészítése, másrészt pedig Görögék első újságjának a témájához is jobban illettek ezek a térképek, hiszen abban a török háborúk európai hadszínteréről tudósítottak. Első térképe 1790-ben készült el Európának Közönséges Táblája címmel, amelyet gróf Koháry Ferenc támogatásával adtak ki Bécsben. Az atlasz szövegét Lakner írta meg, és Junker metszette ki őket.
Az európai térkép elkészítésének a munkálatai még alig ültek el, de 1791-ben Görög meghirdeti, hogy szeretne belevágni Magyarország összes vármegyéjének a feltérképezésébe. A szakemberek képzése és a támogatók felkutatása sok időt vett igénybe, így még több mint öt év telt el az első térkép elkészültéig. 1795-ben Görög az Eszterházy családnál vállalt nevelői munkát, ami a készülő térképek szempontjából jelentős fordulópontot jelentett. Görögnek ugyanis Eszterházy Pál nevelése mellett nem jutott ideje tovább foglalkozni az újságírással, így minden szabadidejét a térképészettel tölthette. Nagy segítségére volt a hatalmas hercegi könyvtár, és maga a család is, ugyanis a herceg megengedte neki, hogy Kismartonban, az Eszterházy palotában alakítsa ki térképkiadóját és műhelyét. A munka 1795-től tehát a kismartoni műhelyben folyt, és hamarosan elkészültek az első térképek is.
1803-ban Görög udvari nevelő lett, és emiatt fel kellett adnia az újságszerkesztést, sőt magát az újságot is beszüntették. Egészen addig 35 vármegye térképét sikerült teljesen befejezni és kiadni, és további öt térkép volt előkészítve metszésre. Az udvari állása mellett azonban folytathatta térképészeti vállalkozását, sőt azt is sikerült elérnie, hogy műhelye megmaradhasson az Eszterházy palotában. Így a munka szinte zavartalanul folytatódott, és 1802-11 között kiadta a hosszadalmas munkával elkészült magyarországi térképeket Magyar Atlas az az Magyar-Horvát és Tótország vármegyéi, szabad kerületei és a határőrző katonaság vidékinek közönséges és különös táblái címmel. A Bécsben kiadott munka összesen 62 térképet és 18 oldalnyi szöveget tartalmazott. Az atlasz legnagyobb támogatója gróf Festetics György volt, aki a 62 táblából 41-nek az elkészülését támogatta 150 aranyforinttal. A térképek elkészítésében Görög két mérnököt alkalmazott, Wintert és Agnetont, akik évi 600 forintért vállalták a munkát. A kiadás összesen kilenc évet ölelt fel, aminek az oka egyrészt a nagy költségekben keresendő, másrészt pedig a különböző hivatalok ellenőrzésében és javításában. Görög minden térképét ellenőrzésre és javításra elküldte az Udvari Haditanácsnak, ahol az úgynevezett Josephina Mappa alapján egészítették ki a térképet; illetve az egyes vármegyék mérnöki hivatalának is.
A vármegyék térképének kiadását az is késleltette, hogy Görög udvari szolgálatának megkezdése után hamarosan kiadták az úgynevezett Lipszky-térképet, amelynek térképeihez felhasználták Görög atlaszát is. Ekkor kiábrándult a saját térkép kiadását illetően, és az egész munkát tanítványára, Márton Józsefre bízta, aki 1811-ig minden térképet kiadott. Görög térképét egyébként felhasználták a Leichtenstern-atlasz magyarországi lapjaihoz is. Közel száz évig nem készült Magyarországról ilyen részletes térkép, emiatt Görög atlaszának felbecsülhetetlen kulturális jelentősége van. Hartleben 1848-ban újra kiadta a térképet.

### Újságíró és szerkesztő

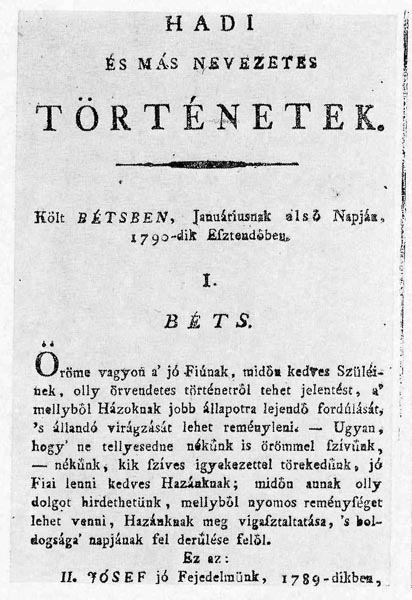
A Hadi és Más Nevezetes Történetek c. hírlap címlapja 1790. január 1-es szám

Görög Demeter távoli, hajdúsági szülővárosából nagy utat tett meg a császári fővárosig. Tanulmányai során volt lehetősége arra, hogy alaposan megismerje hazájának különböző régióit és városait. Nevelői karrierjének kezdetén rádöbbent arra, hogy a magyarságot is nevelnie, tanítania kell, hogy a szellemi és kulturális távolság is csökkenjen Bécs és Magyarország között, és ezáltal a gazdaság is fejlődésnek induljon. Ez a cél indította el Görögöt abban, hogy fontolóra vegye egy magyar nyelvű újság beindítását. Később arra is rádöbbent, hogy noha Bécs volt a korabeli magyar irodalom központja, a kortárs szerzők szétszórva, az ország távoli pontjain elszigetelve, szinte nem is hallottak egymásról, nem olvasták egymás műveit. Mindezen problémák áthidalását Görög egy országos terjesztésű, magyar nyelvű hírlapban látta, amelynek céljai között volt a magyar nép nevelése, a magyarságtudat fenntartása és fejlesztése, a kortárs magyar írók és költők alkotásainak megjelentetése, és végül ez az újság válhatott Görög térképeinek a kiadójává.
1789-ben úgy tűnt, minden készen áll a magyar nyelvű lap beindítására. Görög Demeter már a császári fővárosba való megérkezése után találkozott Kerekes Sámuellel, akinek bécsi háza a magyar irodalmárok és tanárok találkozóhelye volt. Vele indították el az új magyar nyelvű lap engedélyeztetési folyamatát. Ezt II. József császár abban a tudatban fogadta el, hogy az új lap az 1788-ban megindult török harcokról fogja tudósítani a magyar olvasóközönséget. Így jött tehát létre a különös elnevezésű Hadi és Más Nevezetes Történetek című hírlap, amely a harmadik magyar nyelven megjelenő újság volt, és az első, amely képeket is leközölt. 1789. július 3-án jelent meg az első kiadás. Eleinte hetente egyszer került sajtó alá az újság, novembertől kezdve viszont a nagy érdeklődésnek hála már heti kétszer küldték el olvasóiknak a hírlapot. A kezdetekkor Görögék lapjára 800-an fizettek elő. Ez pár hónap alatt 1300 főre nőtt, ami a kiváló munka és az érdekes cikkek mellett köszönhető volt annak is, hogy Görögék a lapot ingyen küldték meg az ország magyar tanárainak, sőt néhány kiváló tanulónak is, illetve hogy az új előfizetőknek egy fél éven keresztül csak a postaköltséget kellett megfizetniük. Pedig az újdonsült szerkesztőknek sok bajuk volt a postával. Egyrészt a korabeli útviszonyok miatt lassan jutott el a hírlap az ország távolabbi pontjaira, másrészt pedig előfordult, hogy a postás több pénzt kért el a lapért, mint amennyibe az hivatalosan került volna. Mindezen nehézségek ellenére Szinnyei szerint ez az első magyar folyóirat, amely olvasóközönséget teremtett magának.

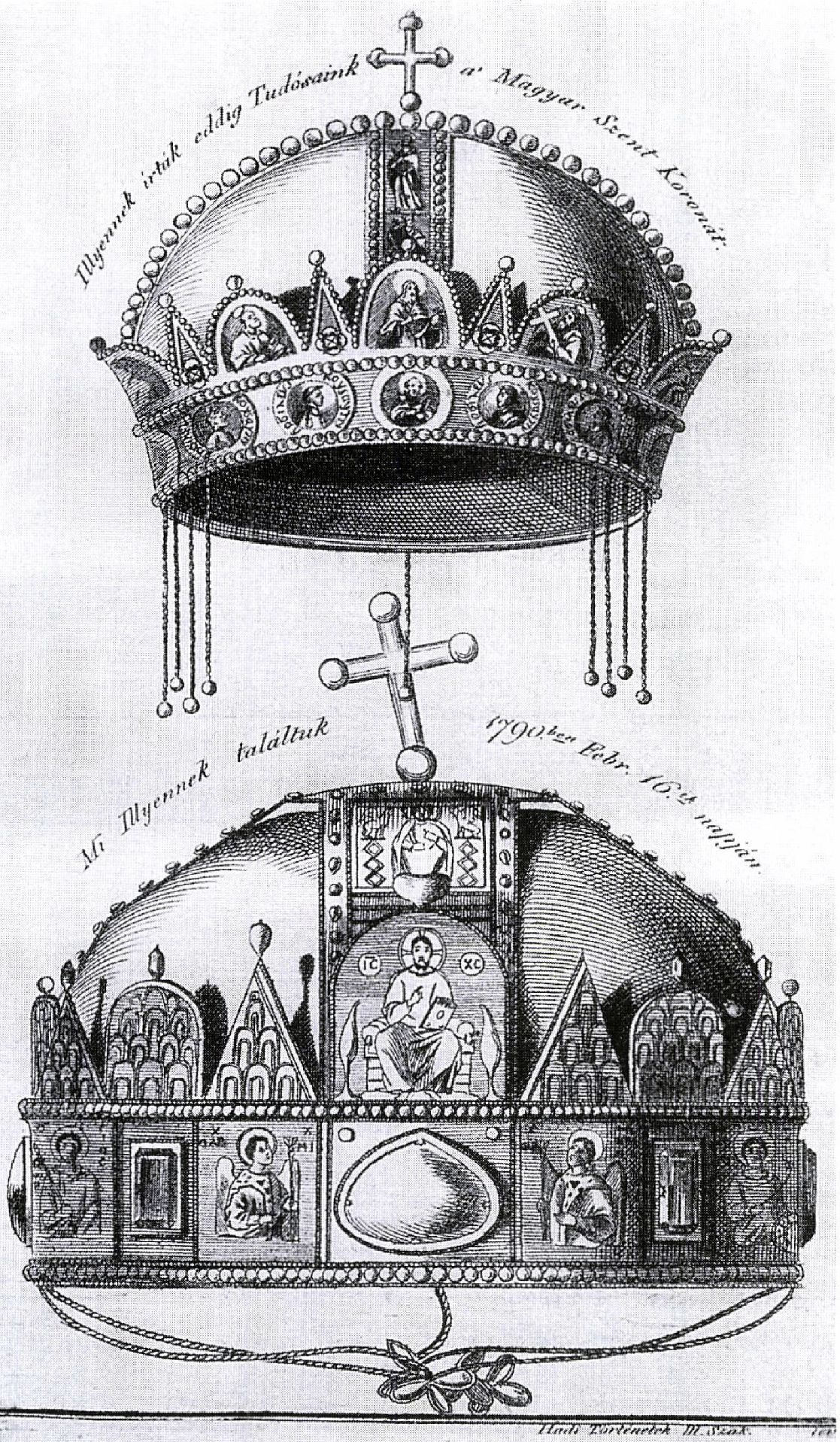
A magyar korona képe a Hadi és Más Nevezetes Történetek c. lapban

A Hadi és Más Nevezetes Történetek nyolcadrét formában, egy ív terjedelemben, azaz 16 oldallal jelent meg. A császári engedélyhez méltóan a lap első oldalai mindig a háborúról cikkeztek. Ebben a részben általában az európai hadszíntér térképei és a harcoló magyar seregek képei jelentek meg. A kötelező háborús részt európai hírek követték. Itt kapott szerepet a francia forradalom, de a vén kontinens szinte minden országából jelentek meg hírek ebben a rovatban, sőt Görögék még az Egyesült Államokból és Santo Domingoból is tudósítottak. Belgrád és Berlin pedig szinte minden számban szerepelt. Az ebben a rovatban megjelenő hírekhez kapcsolódóan jelent meg 1790-ben Európának közönséges táblája is, amelyet 31 (iskoláknak 20) krajcárért adtak. A külföldi híreket követték a bécsi tudnivalók. Görögék ebben a részben emlékeztek meg II. József császár haláláról, majd II. Lipót koronázásáról, és a kapcsolódó ünnepségekről is, amelyek között Görög saját szülővárosának, Hajdúdorognak az ünneplését is leírta. Szintén a bécsi részben írtak a magyar koronáról és annak Budára szállításáról, amelyhez egy metszetet is készítettek a koronáról. Végül a hírlap a magyarországi és erdélyi híreket taglalta. Természetesen ez a rész kapta a legnagyobb hangsúlyt, és ez volt a legterjedelmesebb is. Ebben a rovatban szinte minden cikk a magyar újjászületésről szólt. Sokat írtak a magyar nyelv előretöréséről, több kortárs írónak és költőnek is megjelentették az első művét, sőt még korábban megjelent magyar remekeket is csatoltak a hírlaphoz. Üdvözölték, hogy egyre több újszülött kapott hagyományos magyar nevet, és erős propagandát indítottak a magyar viselet és a magyar öltözködés mellett. Ez utóbbi annyira jól sikerült, hogy hatására a magyar országgyűlés is foglalkozott a témával, és 1790-ben a következő végzés született az ügyben: „A magyar öltözetet tárgyazó végzésnek ide megy ki az értelme: hogy a mindkét nemen lévő magyar nemesség, főkép akik tisztségeket viselnek, ezentúl is a nemzeti köntöst viseljék.” (III. 696. 1790. dec. 3.)

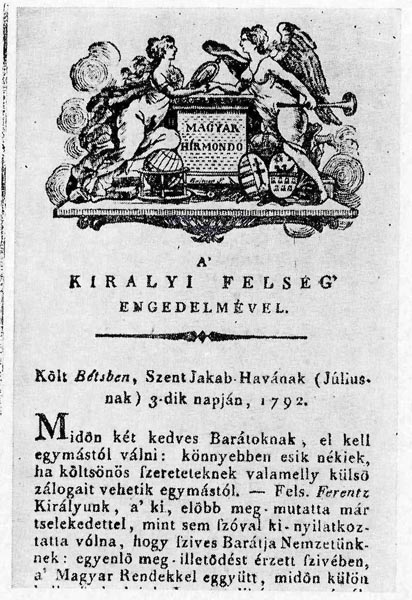
A bécsi Magyar Hírmondó 1792. július 3-ai számának címplapja

Görögék lapjukban mindenek előtt a magyar irodalmat támogatták, de jelentős szerepet kapott a magyar tánc és zene is. A Hadi és Más Nevezetes Történetek hasábjain, vagy mellékletében gyakran jelentek meg kották, sőt egy korabeli anekdota láncolata is kiemeli Görög Demeter rajongását a magyar zene iránt. A különös történet a hírlap 1790. február 5-ei számában kezdődött. Ekkor Görögék a mellékletben megküldték két magyar nóta kottáját, amelynek eredetéről ekkor még csak ennyit írtak: „másszor megírjuk”. A kották hátteréről a február 12-ei szám rántotta le a leplet. Eszerint 1788. január 31-én, több mint három héttel házasságuk után, Erzsébet főhercegnő és a későbbi császár, Ferenc főherceg magyaros viseletben jelentek meg egy hivatalos fogadáson a bécsi Redoutban. Ekkor történt, hogy egy álarcos magyar nemes kottákat adott a későbbi császárnénak, amelyeket Erzsébet később szívesen hallgatott, sőt zongorán önmaga is többször lejátszotta a magyaros dallamokat. A maszkos magyar kilétét sokáig nem fedték fel, és csak évtizedek múltán, egy széljegyzetben tűnt fel, hogy a 28 éves Görög Demeter volt az, aki a hercegnőnek ajándékozta a nóták kottáit.
A magyaros témák és hírek mellett azonban gyakran tarkították a rovatot más jellegű cikkek is. Több tudományos írás is megjelent például a tiszavirágról, az időjárásról vagy a kor nagy újdonságáról, a léghajóról. Görögék beszámoltak a betyárok elleni küzdelmekről, egy-egy új fürdő vagy forrás megnyitásáról, az évi termésről, vagy akár a kártyajáték ártalmairól is. A Hadi és Más Nevezetes Történeteknek két és fél évfolyama jelent meg, összesen 4137 oldalon. A török háborúk elültével a cím már elvesztette aktualitását, ezért Görög és Kerekes úgy döntöttek, hogy az újságot új címmel folytatják. 1791. november 29-én jelentették be olvasóiknak, hogy „munkájukat ezentúl is folytatni kívánják, de már többé nem Hadi és Más Nevezetes Történetek, hanem Magyar Hírmondó nevezet alatt. Az ára fél esztendőre öt forint lészen.”
A háborúk végével tehát Görögék Magyar Hírmondó címmel vitték tovább a lapszerkesztést. Az új hírlap neve elé gyakran odatették a bécsi jelzőt, ugyanis korábban már létezett egy pozsonyi Magyar Hírmondó is. A régi hírlap új címmel először 1792. január 3-án jelent meg. Tulajdonképpen semmi sem változott a lap szerkezetében, csak a legelső rovat hadi tudósításai hiányoztak az újság hasábjairól. Ezt az űrt az egyre fokozódó francia forradalom eseményeinek óvatos leírása töltötte ki. A császári udvar, kiváltképp II. Lipót halála után nem nézte jó szemmel a forradalomról cikkező magyar sajtót. 1792. február 24-én a bécsi rendőrminiszter, Saurau gróf azt jelentette, hogy szerinte Görögék lapja csak úgy ímmel-ámmal harcol az új eszmék ellen, emiatt udvari felügyelők kinevezését javasolta Görög és Kerekes mellé.
A Magyar Hírmondó szerkesztésének oroszlánrészét Kerekes Sámuel vállalta magára, ugyanis Görög hamarosan Eszterházy Pál nevelője lett, és munkája mellett alig jutott ideje az újságírásra. A szerkesztőséghez ekkor csatlakozott Görög korábbi tanítványa, Márton József és Kömlei István. 1800. augusztus 27-én Kerekes Sámuel meghalt. Görög az újságszerkesztést egyedül nem tudta már vállalni, ezért levélben kért segítséget az ország több tudományos társaságától is. A szerkesztői pozícióra maga Csokonai is jelentkezett, de végül 1802-től a Göttingai Egyetemről hazatérő Császár József lett a Hírmondó főszerkesztője.
A Magyar Hírmondó azonban Kerekes halála után nem tudott igazán új erőre kapni, és noha folyamatosan küldték az elkészült térképeket az olvasóknak, már Görög sem tudott aktívan részt venni a szerkesztésben. 1803-ban végül Görög Demeter udvari nevelő lett, és emiatt fel kellett hagynia a francia forradalomról is cikkező Magyar Hírmondó szerkesztésével és írásával. Emiatt Császár és Görög úgy döntöttek, hogy a lapot megszüntetik, és az 1300 előfizetőt a Magyar Kurírnak adják át. 1803 júniusában jelent meg az utolsó bécsi Magyar Hírmondó.

### A magyar irodalom és tudomány támogatója, mecénása

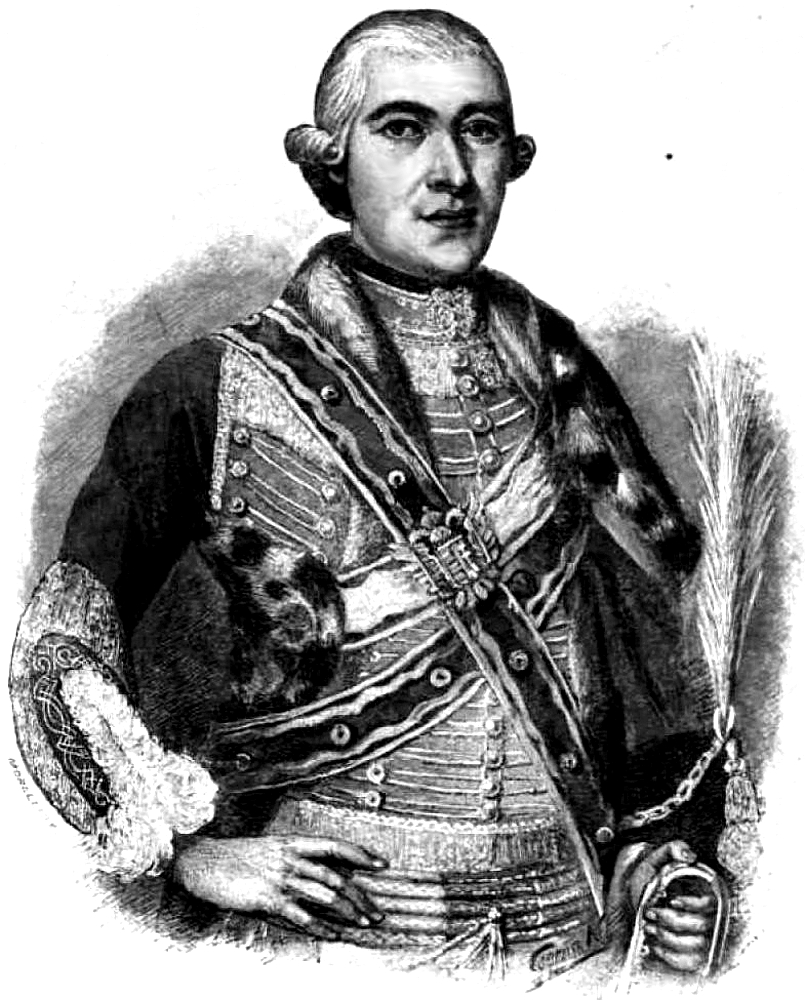
Bessenyei György portréja

Görög Demeter karrierje tulajdonképpen a magyar tudomány és kultúra támogatásáért épült fel. Már fiatalon ezt a célt tűzte ki magának, és ehhez kiváló utat járt be: a nevelői állás elsőrangú támogatókat és ismertséget hozott neki, aminek a segítségével újságot indíthatott el. A magyar írók, költők és tudósok támogatása hatalmas pénzt emésztett fel, amelyet egyrészt saját jövedelméből fedezett, nagyobb részt viszont neves nemesi családok felajánlásaiból, támogatásából teremtette elő a szükséges pénzt. Legfőbb támogatói között volt Széchényi Ferenc, Festetics György, Eszterházy Antal, Pálffy Károly és Nunkovics György is. Az országos terjesztésű hírlapok kiváló eszköznek bizonyultak a magyar irodalom és tudományos élet terjesztéséhez és felpezsdítéséhez. Görögék szívesen közöltek le kortárs magyar műveket újságjukban, vagy hívták fel rá az olvasóközönség figyelmét. Támogatták többek között Batsányi János, Baróti Szabó Dávid, Csokonai Vitéz Mihály, Berzsenyi Dániel, Dugonics András, Fazekas Mihály, Gvadányi József, Kármán József, Kazinczy Ferenc, Kisfaludy Sándor, Kempelen Farkas, Virág Benedek és Verseghy Ferenc műveinek kiadását.
Görög és Kerekes nem is sokáig tétlenkedtek, ugyanis már a Hadi és Más Nevezetes Történetek című hírlap legelső számában pályázatot hirdettek egy magyar nyelvű pszichológiai és grammatikai mű elkészítésére. (Más források szerint a grammatikai pályázatot csak 1789. szeptember 25-én hirdették meg.) A pályázat meghirdetése után igyekeztek minél többfelajánlást összegyűjteni a nyertesek jutalmazására. A grammatikai pályázatot Szécsényi Ferenc és Nunkovics György összesen 50 aranyforinttal támogatta. Az első magyar grammatikai tudományos mű elkészülése több évet vett igénybe. Végül 1795-ig összesen négy pályamű érkezett be Görögékhez, és egy megkésett pályamű, amelyet végül szintén elfogadtak a bírálók. A szerzők között találjuk a Hajdú kerület városainak orvosát, Földi Jánost; egy nemes debreceni tudóst, Veres Mihályt; a Nagyenyeden teológiát oktató Benkő Lászlót; gróf Bethlen Gergely orvosát, Gyarmathy Sámuelt és végül az elkésett pályázat szerzőjét, egy gyulafehérvári papot, Kerestaly Ignácot. Az öt beküldött pályaművet bírálatra elküldték a Nagyenyedi református kollégium tanárainak, illetve a debreceni professzoroknak. Ez utóbbiak úgy vélték, hogy mind az öt pályamű kiváló szakmunka, ezért ők azt kérték Görögéktől, hogy egybeszerkeszthessék és néhol kiegészíthessék az eredeti műveket. Így jött létre az első magyar nyelvtankönyv: a Debreceni Grammatika, amely mind a mai napig fontos alapja a magyar nyelv oktatásának.
A Magyar Hírmondó tehát a Debreceni Grammatikát jelentette meg, de a pályázat nyertesei között a debreceni professzorok nem akartak ott lenni. Ezért a pályázat nyertesének Földi Jánost hirdették meg, akinek a művéből a legnagyobb részt vették át a Debreceni Grammatika megalkotásánál. Görögék úgy döntöttek, hogy Földit 26 aranyforinttal jutalmazzák meg, a fennmaradó összeget pedig a többi négy pályázó között egyenlően osztják el. A grammatika országszerte nagy sikert aratott, bár Kazinczynak és körének egyáltalán nem tetszett a mű rendszerezése és elvei.
Az első magyar nyelvű pszichológiai pályázat nyertesének kihirdetése gyorsabban ment, ugyanis 1790. december 14-én Bárány Péter Jelenséges lélek-mény című munkáját hirdették ki győztesnek. A pszichológiai pályázatok beérkezése után vált világossá Görögék számára, hogy sok szakkifejezésnek nincsen magyar megfelelője. Ezért úgy döntöttek, hogy a hírlap olvasóinak is kikérik a véleményét a pszichológiai fogalmak magyar nevéről.
A Hadi és Más Nevezetes Történetek a pályázatok eredményének kihirdetéséig sem maradt távol magyar alkotók munkáinak leközlésétől. 1790-ben Gyarmathi Sámuellel közösen jelentették meg Bessenyei György Egy magyar társaság iránt való jámbor szándék című művét, amely a reformkor egyik legfontosabb előhírnöke volt. 1791-ben Kis János egyik fordítását karolták fel, 1792-ben pedig Földi János füvésztudományos kis könyvét adták ki. A legtöbb legenda azonban Kulcsár István művének 1794-es kiadásáról maradt fenn. Kulcsár Mikes Kelemen leveleinek a feldolgozását adta ki Görög segítségével. A szóbeszéd szerint Mikes eltűntnek hitt leveleit Görög meglehetősen kalandos úton szerezte meg, és ő adta oda azokat Kulcsár Istvánnak. Állítólag Görög azért nem akarta kiadni a leveleket, mert egy Rákócziról szóló mű megjelentetésével veszélybe sodorta volna jó kapcsolatait az udvarral.

### Mezőgazdász
A hajdúdorogi gyermekévek minden bizonnyal egyértelművé tették Demeter előtt, hogy Magyarország legnagyobb részben a mezőgazdaságból él. Emiatt kiemelten fontos területnek tartotta ezt a gazdasági ágazatot, és odafigyelt arra is, hogy minél többet tegyen a magyar mezőgazdaság korszerűsítéséért. Ezt alapvetően kétféleképpen tette: Egyrészt országos terjesztésű hírlapjait használta fel az újdonságok elterjesztésére, másrészt pedig saját kutatásainak eredményeit írta meg.
A Hadi és Más Nevezetes Történetek második évadjában már írt az Ausztriában elterjedt lóheréről. A takarmányt javító növényt Magyarországon még egyáltalán nem ismerték, ezért Görög úgy döntött, hogy az újsággal együtt megküldi a lóhere vetőmagját is. Pár éven belül a lóhere nagyon elterjedt, amit nagy megelégedéssel tapasztalt maga Görög is, amikor az ifjú Kolonics gróffal beutazták az ország vármegyéit. A mezőgazdasági újdonságokkal akkoriban két másik jelentős tudós is foglalatoskodott. Görög mindkettőjükkel kapcsolatban állt, és több munkájukat is leközölte újságjában. Az egyik Tessedik Sámuel volt, akinek többek között a lucerna, az akácfa és az eperfa magyarországi megtelepedése is köszönhető, illetve ő volt a alapította meg a szarvasi mezőgazdasági szakiskolát is. A másik Nagyváthy János, a keszthelyi Georgikon megálmodója volt.
Görög Demeter igazi szenvedélye a szőlőtermesztés és a borászat volt. Már több éve a császári udvarnál dolgozott, amikor érdeklődni kezdett a magyar borvidékek és szőlőfajták iránt. Miután egészen kusza, rendezetlen és kicsit elhanyagolt állapotokat talált, úgy döntött, hogy ezen a téren is igyekszik fejleszteni a magyar mezőgazdaságot. Görög császári engedéllyel leveleket küldött a birodalom külképviseleteinek, hogy az adott országból segítsenek összegyűjteni minőségi szőlővesszőket. 1812-ben a francia császár több ezer szőlővesszőt küldött Bécsbe, amelyeket először a bécsi bástya Paradicsomkertjében ültettek el. Ezekhez a vesszőkhöz később egyre több ajándék tőke érkezett külföldről – még Ázsiából és Afrikából is érkezett szőlővessző – és időközben Görög a hazai szőlőfajtákat is összegyűjtötte. A szőlő lassan túlnőtte a Paradicsomkertet, ráadásul a császár 1817-ben felújíttatta a bástyát, ezért a szőlővesszőket 1819-ben áttelepítették Görög grinzingi földjeire, a Kahlenberg-hegy oldalára. A 11 kataszteri holdon több száz, más forrás szerint akár 2000 szőlőfaj is termett.
A szőlőgyűjtemény tanulmányozásáról, a fajták és a borvidékek jellemzőiről és a szőlőnemesítésről 1829-ben jelent meg Sokféle szőlőfajok lajstroma, melyeket Európának majd minden nevezetesebb szőlőhegyeiről meghozatott Görög Demeter című borászati leírása a Magyar Kurír mellékletében. A lajstrom mintegy 2500 szőlőfajtát említ meg, de azok közül 498-at mutat be alaposabban, két fő részben. A tanulmány első, kisebb része (Asztalra s tartani való szőlőfajok) az étkezésre illetve befőzésre alkalmas szőlőfajtákat írta le. A második rész (Bornak való szőlő-fajok) a különböző borszőlőket mutatja be, leírja 70 kisebb-nagyobb hazai bortermő vidék jellegzetességeit. A német borokról szóló utolsó fejezet sajnos csonkán maradt fenn, ugyanis ezt betegsége és végül halála miatt Görög már nem tudta befejezni. A kivételes szőlőgyűjteményt halála után a bécsi udvar örökölte, amely egy Burger nevű osztrák úriembernek adta el a grinzingi tőkéket. Burgertől Mayerffy Ferenc, majd 1834-ben Schams Ferenc vásárolta meg a szőlőket, amelyeket Magyarországra hozatott a ferihegyi illetve sashegyi szőlőiskolájába, amely később országos jelentőségűvé vált.

## Emlékezete

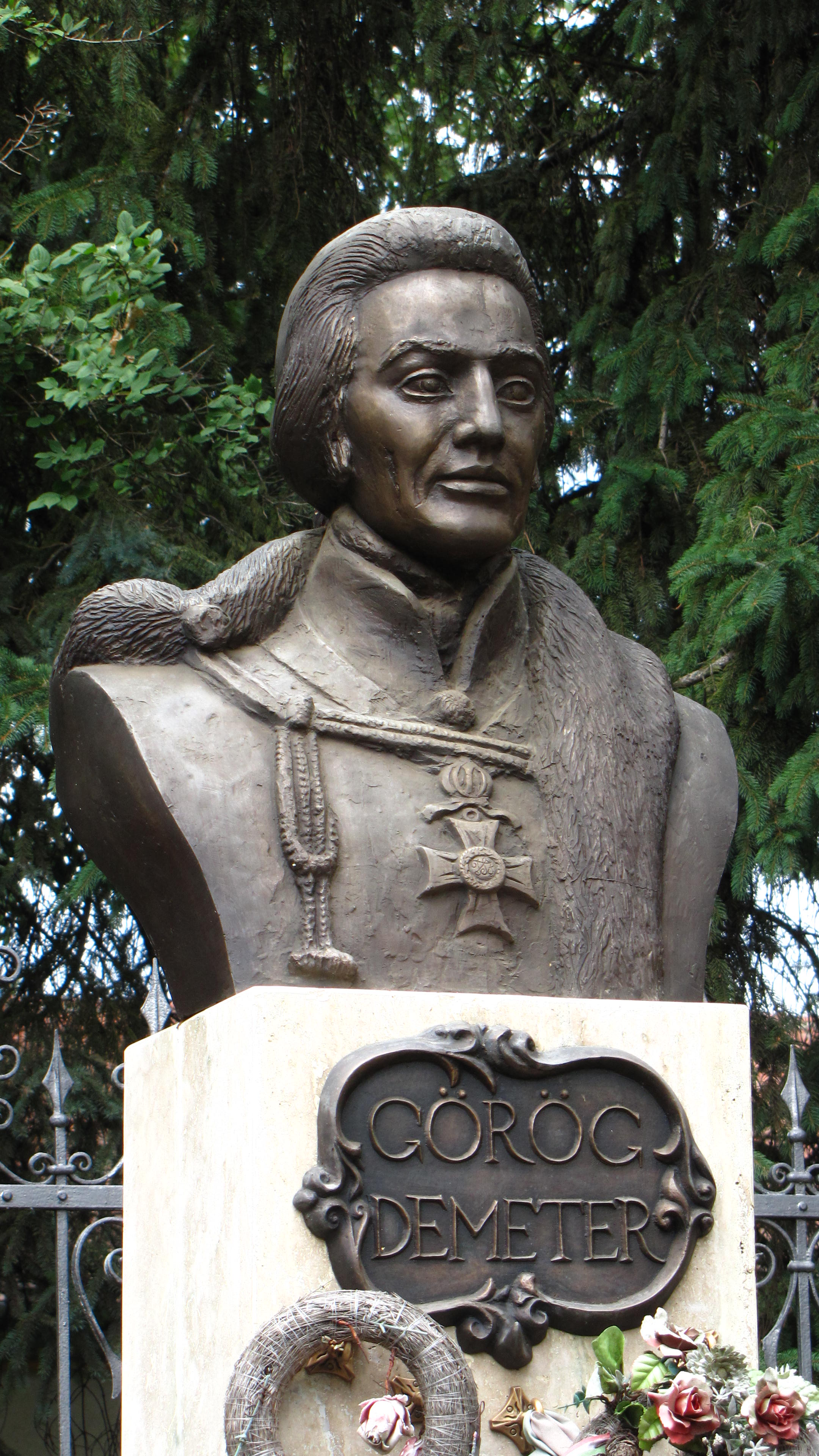
Görög Demeter mellszobra szülővárosában, Hajdúdorogon

Görög Demeter 1833. szeptember 3-án halt meg Bécsben, halála pontos okát nem ismerjük. Ekkorra a bécsi magyar közösség legnagyobb alakjának számított, és országszerte elismerték tudományos munkáját. Ezért nem csoda, hogy halálhírét minden említésre méltó korabeli magyar újság lehozta. Ausztriai vagyonát felesége, báró Hiller Jozefin örökölte meg, kivéve a grinzingi szőlőültetvényt, amely a bécsi udvarra szállt. Egyik leghűségesebb tanítványa és munkatársa, Márton József 1834-ben adta ki Görög Demeter Életleírása és Érdemei című művét. Görög első életrajzi írásához Márton igyekezett minél több adatot összegyűjteni Bécsből és Hajdúdorogról is. Ez utóbbi bizonyult nehezebb feladatnak, de az akkori hajdúdorogi parókus, Kerekes Demeter nagy segítségére volt feltárni a hajdúdorogi gyermekévek történéseit. Kállay Ferenc is Márton leírása nyomán mondta el emlékbeszédét a Magyar Tudományos Akadémián 1834. november 5-én, de nagyrészt ezt a leírást használta fel a Görögről szóló cikkek megírásához több nagy irodalmi szakkönyv és lexikon is.
Miután Görög sok jeles korabeli magyar írónak, költőnek és tudósnak is segített elindulni pályáján, alakját több szépirodalmi műben is megörökítették. Ezek közül az első Csokonai Vitéz Mihály Görög úrhoz című verse volt (a vers itt olvasható a Wikiforráson). A vers 1802-ben íródott Kerekes Sámuel halálakor, valójában Görög bíztatására. Ezt követően Berzsenyi Dániel írt ódát Görög Demeterhez címmel 1803 körül, annak emlékére, hogy Görögöt udvari nevelőnek nevezték ki a bécsi udvarban (az óda itt olvasható a Wikiforráson). Végül egyik legközelibb barátja, Kisfaludy Sándor emlékezett meg róla 1807-ben kiadott Somló című művében (a Somló itt olvasható a Wikiforráson).
Viszont Görög Demeterről nemcsak közvetlenül halála után, a 19. században emlékeztek meg. Szülővárosában utcát neveztek el róla, sőt a helyi művelődési ház, a kertbarátkör, a polgárőrség és a gazdakör is a nevét viseli. 1971-ben készült el a Hajdúdorog város történetéről szóló leírás, amely hosszas munka eredménye, mégis a város híres szülöttjéről egy szó sem esik benne. A város vezetése úgy próbálta jóvá tenni ezt a hibát, hogy 1973. október 3-án lelepleztek egy emléktáblát, amelyen a következő szöveg olvasható: "Élessze ez az emléktábla is községünk nagy fia GÖRÖG DEMETER (1760. febr. 1. – 1833. szeptember 5.) nevelő, irodalmár, kartográfus, az első magyar hírlap, a Hadi s Más Nevezetes Történet, majd Hírmondó szerkesztője, a magyar kultúra jeles terjesztője akadémikus emlékezetét. Hajdúdorog Nagyközség Tanácsa 1973."
A hajdúdorogi városháza mellett található kis parkban 1986. augusztus 19-én avatták fel Görög Demeter bronz szobrát, amelyet Tóth Sándor, Munkácsy-díjas szobrász készített. Görög nevét őrzi Debrecenben a Görög Demeter Szakképző Iskola is.

## Művei
- Európának közönséges táblája (Kerekes Sámuellel, Bécs, 1790)
- Magyar Atlas az az Magyar-Horvát és Tótország vármegyéi, szabad kerületei és a határőrző katonaság vidékinek közönséges és különös táblái (Bécs, 1802–11)
- Sokféle szőlőfajoknak lajstroma, melyeket Európának majd minden nevezetesebb szőlőhegyeiről meghozatott Görög Demeter (Bécs, 1829)
- Görög Demeter (1760–1833) grinzingi birtokán ültetett szőlőfajták, 1829. A Bécsben 1829-ben kiadott könyv hasonmása; tan. Zvara Edina, szőlészeti mutató Balling Péter, Kneip Antal László, Monok István; L'Harmattan–Tokaj-Hegyalja Egyetem Speculum Kutatócsoport, Budapest–Sárospatak, 2022 (Europica varietas Tokajensis)